# Vita nejlikan eller Den barmhärtige sybariten
Vita nejlikan eller Den barmhärtige sybariten är en svensk dramafilm från 1974 i regi av Jarl Kulle.

## Handling
Jarl Kulle spelar en tankspridd docent vid Stockholms universitet, som dock lever ett dubbelliv som sol-och-vårare; hans betjänt (Ingvar Kjellson) hjälper honom att hitta offer. Docenten/sol-och-våraren har oftast en vit nejlika i knapphålet – författarna anspelar säkerligen på Röda nejlikan, som ju också handlar om en man som lever ett dubbelliv...

## Om filmen
Filmen premiärvisades 30 augusti 1974 på biograf China i Stockholm. Den spelades in i Älvsjö, Hallwylska palatset, Strandvägen med flera platser i och kring Stockholm av Rune Ericson. Som förlaga hade man en filmidé som togs fram av Lars Widding. Efter premiären blev Widding mycket upprörd över det sätt på vilket hans historia hade blivit behandlad.

## Roller i urval
- Jarl Kulle - Docent
- Ingvar Kjellson - James, betjänt
- Margaretha Krook - Margit
- Caroline Christensen - Frau Burghardt
- Eva Bysing - Blondi
- Siv Ericks - Mediedam
- Gunwer Bergkvist
- Gerd Hagman
- Ann-Mari Adamsson-Eklund - Rik dam
- Gunvor Pontén - Modell
- Agneta Prytz - Forskaränka
- Nils Eklund - Åklagare
- Lars Amble - Juvelerare
- Marianne Aminoff - Juvelerarbiträde
- Björn Gustafson - Professor
- Sissi Kaiser - Domare
- Mona Månsson - Dam i bil
- Tomas Ledin - Frikyrkosångare
- Lars Lennartsson - Polis
- Gösta Prüzelius - Polis